# Nazi-Maruttasz
Nazi-Maruttasz (kas. Nazi-Maruttaš, tłum. „bóg Maruttasz chroni go”) – król Babilonii z dynastii kasyckiej, syn Kurigalzu II; panował w latach 1307–1282 p.n.e. lub 1301-1277 p.n.e. jako 23. król dynastii. 

Babilonia za panowania Kasytów.

Według Kroniki synchronistycznej za jego panowania wybuchł konflikt z Asyrią, rządzoną przez Adad-nirari I. W decydującej bitwie pod miastem Kar-Isztar klęskę ponieść miał Nazi-Maruttasz. Wojnę zakończył traktat pokojowy wyznaczający nową asyryjsko-babilońską granicę.